# بلبل بلانفورد
بلبل بلانفورد (نام علمی: Pycnonotus blanfordi) نام یک گونه از سرده بلبل‌ها است.